# Abrictosaurus
Abrictosaurus is een geslacht van uitgestorven ornithischische dinosauriërs, behorend tot de Heterodontosauridae, waarvan de resten zijn gevonden in Lesotho. Abrictosaurus leefde zo'n 190 miljoen jaar geleden in de Juraperiode. De enige benoemde soort is Abrictosaurus consors. Het was een tweevoetig dier en een herbivoor (planteneter).

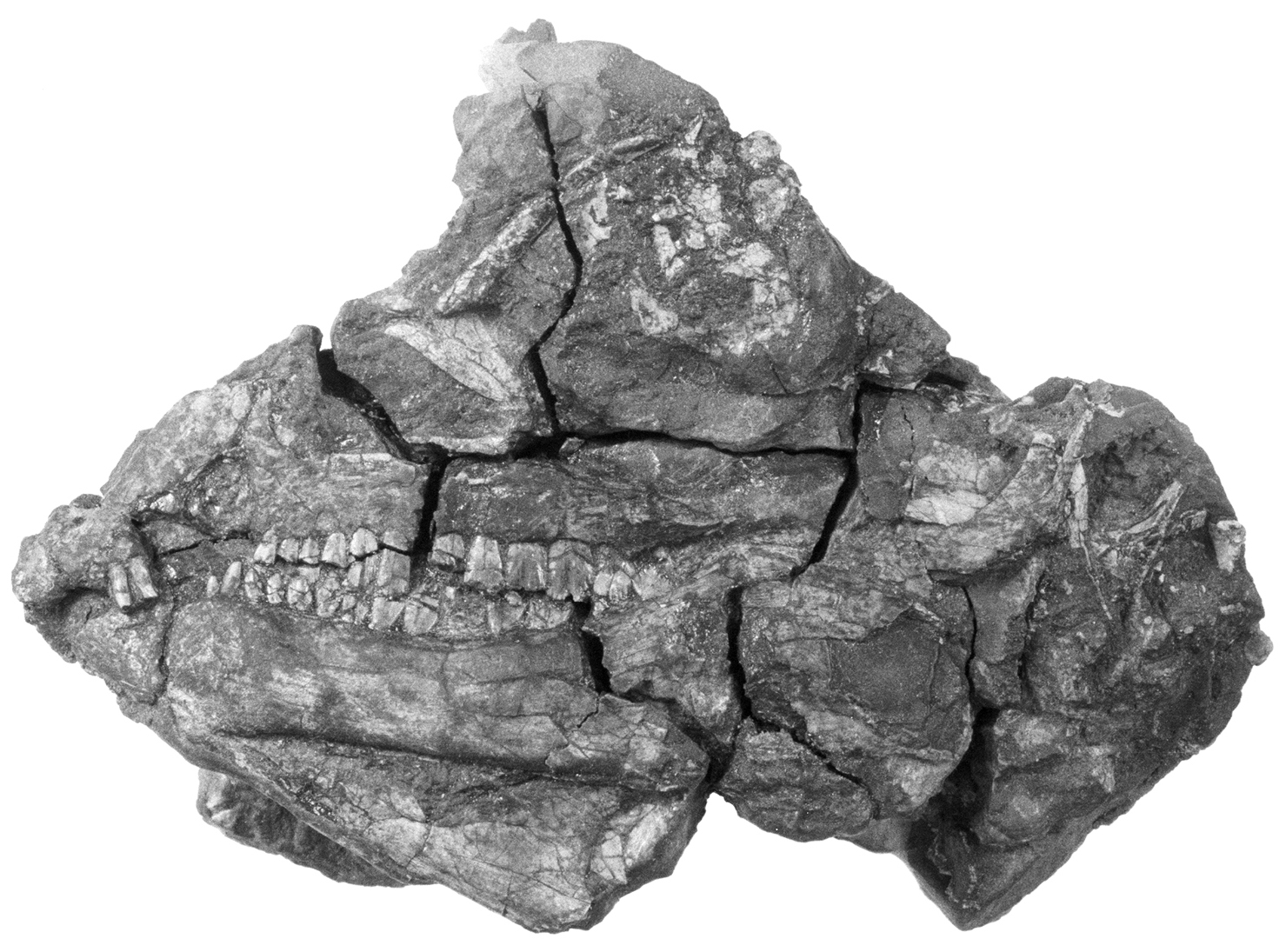
De schedel van het holotype

In 1963 vonden Kenneth A. Kermack en Frances Mussett bij Noosi, Qacha's Nek, Lesotho, de schedel van een heterodontosauride. In 1974 benoemde Richard Anthony Thulborn deze als een tweede soort van Lycorhinus: Lycorhinus consors. De soortaanduiding betekent 'echtgenote' in het Latijn, een verwijzing naar de mogelijkheid dat het een wijfje betreft. Daarbij verdedigde Thulborn meteen de hypothese dat heterodontosauriden in het droge seizoen een soort winterslaap hielden.
Al het volgende jaar, 1975, benoemde James Allen Hopson het aparte geslacht Abrictosaurus. De geslachtsnaam, 'wakende sauriër', vanuit het Oudgrieks ἄβρικτος, abriktos, 'wakend', geeft al aan dat deze de zienswijze van Thulborn verwierp. De combinatio nova werd Abrictosaurus consors. De typesoort blijft Lycorhinus consors.
Het holotype UCL B54 is gevonden in een laag van de bovenste Elliotformatie die dateert uit het Hettangien. Het bestaat uit een schedel met onderkaken en delen van het postcraniaal skelet. Het materiaal is slechts gedeeltelijk geprepareerd. Thulborn noch Hopson beschreven de fossielen in detail. Een tweede schedel, specimen UCL A100, werd door Hopson in 1975 aan de soort toegewezen. Thulborn had dit eerder gezien als een exemplaar van Lycorhinus angustidens. Dit laatste werd door Paul Sereno in 2012 bevestigd. In dat geval is van Abrictosaurus alleen het oorspronkelijke skelet gevonden. 
Veel van de veronderstelde eigenschappen hebben de paleontologen dus aangevuld door vergelijking met andere soorten. De schedel van het holotype bezit geen slagtanden, maar lijkt zoveel op Heterodontosaurus, dat verscheidene geleerden aannemen dat het een vrouwtje van die soort is. Specimen UCL A100 heeft echter wel slagtanden. Volgens Hopson vertegenwoordigde deze schedel het mannetje en het holotype het wijfje van Abrictosaurus. Een andere mogelijkheid is dat het holotype een jong dier betreft.
Met een geschatte lengte van een meter is Abrictosaurus een vrij kleine dinosauriër.
Het is in 2011 door Laura B. Porro verondersteld dat Abrictosaurus vrij zachte planten at, in tegenstelling tot een dieet van taaie planten bij Heterodontosaurus.